# Sano
Sano (japanska: 桐生市?, Sano-shi) är en stad i Tochigi prefektur i Japan. Staden fick stadsrättigheter 1943.